# Нусенкіс Віктор Леонідович
Віктор Леонідович Нусенкіс (рос. Виктор Леонидович Нусенкис; нар. 3 березня 1954, Донецьк) — російський бізнесмен, співвласник та голова концерну «Енерго», засновник групи «Донецьксталь», найбільший церковний жертводавець Української православної церкви Московського патріархату.

## Біографія
Народився 3 березня 1954 року в Донецьку, в сім'ї робітника Леоніда Ісааковича Нусенкіса та викладачки Белли Марківни Нусенкіс. У нього єврейське коріння, хоча він з самого дитинства називає себе «приазовським греком».
Закінчив Донецький політехнічний інститут. Працював на шахті ім. Батова в Макіївці. Очолював шахту Жданівська.
1985 року Нусенкіс став наймолодшим у СРСР директором шахти, очоливши шахту «Жданівська» у однойменному місті на Донеччині. За версією лідера Незалежної профспілки гірників України Михайла Волинця, це призначення могло статися завдяки одруженню на родичці тодішнього першого секретаря Донецького міського комітету Комуністичної партії УРСР Василя Миронова. Проте їх зв'язки ніяк не афішувалися, а після цього взагалі про це забули.
Користуючись підтримкою Миколи Сургая, який протягом 1985-1987 років обіймав посаду Міністра вугільної промисловості УРСР, Нусенкіс отримав два важливі дозволи: вивід підконтрольної йому шахти «Жданівська» зі складу державного концерну «Артемвугілля» та призначення себе на паралельну посаду керівника виконкому Жданівки. Після своєї відставки у 1987 році, Сургай був призначений керівником «Донецьквугілля», тобто був безпосереднім начальником Нусенкіса і продовжував брати участь в його комерційних проєктах, які запрацювали тоді ж. Тоді, по-перше, шахта «Жданівська» почала постачати вугілля за кордон (здебільшого, у країни соцтабору), а назад по бартеру ввозила дефіцитні товари (у тому числі автомобілі ВАЗ експортного виконання). Одну частину цих машин продали працівникам шахти, інша по бартерним схемам опинилася у потрібних людей в керівництвах областю та обласної прокуратури. Саме тоді відбулося перше близьке знайомство Нусенкіса зі своїм майбутнім бізнес-партнером Геннадієм Васильєвим.
По-друге, Нусенкіс та деякі неназвані партнери створили тоді ж, у 1987 році, СП «Гірник», яке займалося заготівлею сибірського лісу для шахт Донецької області, приносячи в місяць по 100 тисяч рублів прибутку. Проте спільні радянсько-іноземні підприємства тоді створювали для експортно-імпортних організацій, тобто основним родом діяльності «Гірника» було не перевезення деревини зі Сибіру до Жданівки, а експорт вугілля та ввезення товарів широкого використання.
На цих схемах виникло МПО «Дон», яке безпосередньо контролював Микола Сургай, яке  1992 року стало ключовим засновником фінансво-промислового концерну «Енергія», що незабаром став найбільшим торговцем вугіллям в Україні, Росії та Казахстані. Спочатку «Енергія» зібрала чималу кількість прихильників «легких грошей» серед чиновників, податківців та прокурорів Донецької області, директорів шахт та навіть представників декількох організаційно-злочинних груп. Проте згодом у «Енергії» чітко визначилися чотири ключових власника: Віктор Нусенкіс та обрані ним в якості компаньйонів тодішній перший заступник Донецької обласної державної адміністрації Володимир Логвиненко, очільник Донецької обласної прокуратури Геннадій Васильєв і голова наглядової ради «Кредитпромбанку» (який входив до складу фінансово-промислової групи «Енергія») та кримінальний авторитет з Грузії Константінос Папундіс.
У 1998 році придбав шахту «Червоноармійська-Західна № 1».
Наприкінці 1990-х років перебрався на постійне місце жительства до Росії, розвиваючи вугільний бізнес «Енергії» у Кемеровській області. А бізнесом «Енергії» в Україні на той час фактично керував Володимир Логвиненко.
Придбав у 2000 році Донецький металургійний завод і низку підприємств вугільної промисловості, заснувавши ЗАТ Донецьксталь. До групи Донецьксталь входять Донецький металургійний завод, Ясинівський коксохімічний завод, Макіївський коксохімічний завод, Шахтоуправління «Покровське», Донецький електротехнічний завод.
2007 року спільно з Володимиром Бойко заснував Ясинівську коксохімічну компанію.
У 2009 році придбав шахти «Жовтнева» та «Алексєєвська» в Кемеровській області.
2010 року, зі статком у $2,3 млрд, посів шосте місце в рейтингу найбагатших українців за версією журналу «Кореспондент» Золота сотня.
У 2012 році журнал «Фокус» розмістив бізнесмена у списку 20 найуспішніших аграріїв України, де він посів чтирнадцяте місце (земельний банк — 62 000 га).
У січні 2015 року СБУ відкрила щодо Нусекіса кримінальну справу за статтею 258-5 (фінансування тероризму). За даними слідчих, «Макіївкокс» та «Ясинівський коксохімічний завод», які входять до складу холдингу «Донецьксталь», одними із перших пройшли перереєстрацію та отримали відповідні документи на окупованій російськими військами частині Донеччини.
Згідно інформації від представників СБУ, лише в 2014 році ці підприємства Нусенкіса в окупованій російськими військами Макіївці здійснили експорт вугільного коксу на 100 мільйонів гривень. При цьому щоквартально 1 млн грн перераховувався у так званий «Перший республіканський банк ДНР».
В травні 2015 року стало відомо, що «Макіївкокс» успішно постачає кокс до Росії і на на ньому працюють усі 4 коксові батареї.
В грудні 2015 року повідомлялося, що адміністрація Донецького металургійного заводу зберігає робочі місця за своїми співробітниками, які пішли в ряди так званого «народного ополчення ДНР».

### УПЦ МП
Всі значні храми Донецької єпархії споруджені на його кошти. Учасник Помісного собору Російської православної церкви 2009 року від мирян Донецької єпархії Української православної церкви.
У Росії на його кошти побудовано храм Богоявлення Господнього в місті Козельськ.